# Deidre Hall
Deidre Ann Hall (ur. 31 października 1947 w Milwaukee) – amerykańska aktorka i modelka. 
Odtwórczyni roli Marleny Evans Black w operze mydlanej NBC Dni naszego życia, za którą czterokrotnie zdobyła nagrodę Soap Opera Digest dla najlepszej aktorki (1984, 1985, 1995 i 1996) i była trzykrotnie nominowana do nagrody Emmy dla najlepszej aktorki drugoplanowej serialu codziennego (1980, 1984, 1985).
19 maja 2016 otrzymała własną gwiazdę w Alei Gwiazd w Los Angeles znajdującą się przy 6201 Hollywood Boulevard.

## Filmografia
- 1972: Ulice San Francisco jako kasjerka bankowa
- 1973–1975: Żar młodości jako Barbara Anderson
- 1974: Columbo jako recepcjonistka
- 1975: Kung Fu jako Luisa
- 1976–1987, 1991–2009, 2011–: Dni naszego życia jako Marlena Evans
- 1989: Cwaniak (Wiseguy) jako Claudia Newquay
- 1990: Columbo jako Diane Hunter
- 1990: Napisała: Morderstwo jako Claudia Carboni / Jennifer Paige
- 2011: Jej Szerokość Afrodyta – w roli samej siebie
- 2023: Hacks – w roli samej siebie